# Revólver Lefaucheux
El Lefaucheux fue un revólver militar de origen francés, aunque más tarde fue fabricado en otros países, que disparaba el cartucho 12 mm Lefaucheux diseñado por Casimir Lefaucheux. Fue el primer revólver que empleaba cartuchos metálicos en ser adoptado por una nación.

## Historia
El primer revólver de este tipo designado Modelo 1854 diseñado y patentado por E. Lefaucheux, hijo de Casimir Lefaucheux (inventor del cartucho Lefaucheux, fue adoptado como revólver militar el 27 de octubre de 1858, por la Armada Imperial francesa (con la designación Lefaucheux de Marine mle 1858 o M1858) por su sencillez y su mecanismo de carga rápida en detrimento de los modelos de percusión de Colt y Adams; aunque nunca fue suministrado al ejército francés, sin embargo, se utilizó en cantidades limitadas por la caballería francesa durante su despliegue en la segunda intervención francesa en México de 1862. Asimismo fue la primera arma de repetición con cartucho metálico declarada reglamentaria en el Ejército Español, por Real Orden del 30 de abril de 1858 (de ahí que algunos autores lo definan como Modelo 1854/58). Gran parte de los que fueron utilizados en España fueron fabricados en Trubia y en Oviedo (Asturias) o en la fábrica de Placencia de las Armas (Guipúzcoa). 
Revólveres de este modelo también fueron adquiridos por Suecia, Dinamarca, Italia, Rusia, Noruega, así como para las tropas Confederadas y Federales durante la Guerra de Secesión. La mayoría fueron producidos en el arsenal estatal de Saint Etienne (MAS), en Lieja o por empresas armeras locales bajo licencia. La mayoría de los modelos militares eran de acción simple, mientras que los modelos civiles eran de doble acción. El M1858 fue posteriormente actualizado a fines de la década de 1860 con la designación Lefaucheux de Marine  mle 1870. Fue aceptado por la Armada francesa, pero solo se suministraron 150 unidades en 1872. Este revólver también fue usado por oficiales chilenos en la Guerra del Pacífico (1879-1883).[cita requerida].

## Diseño

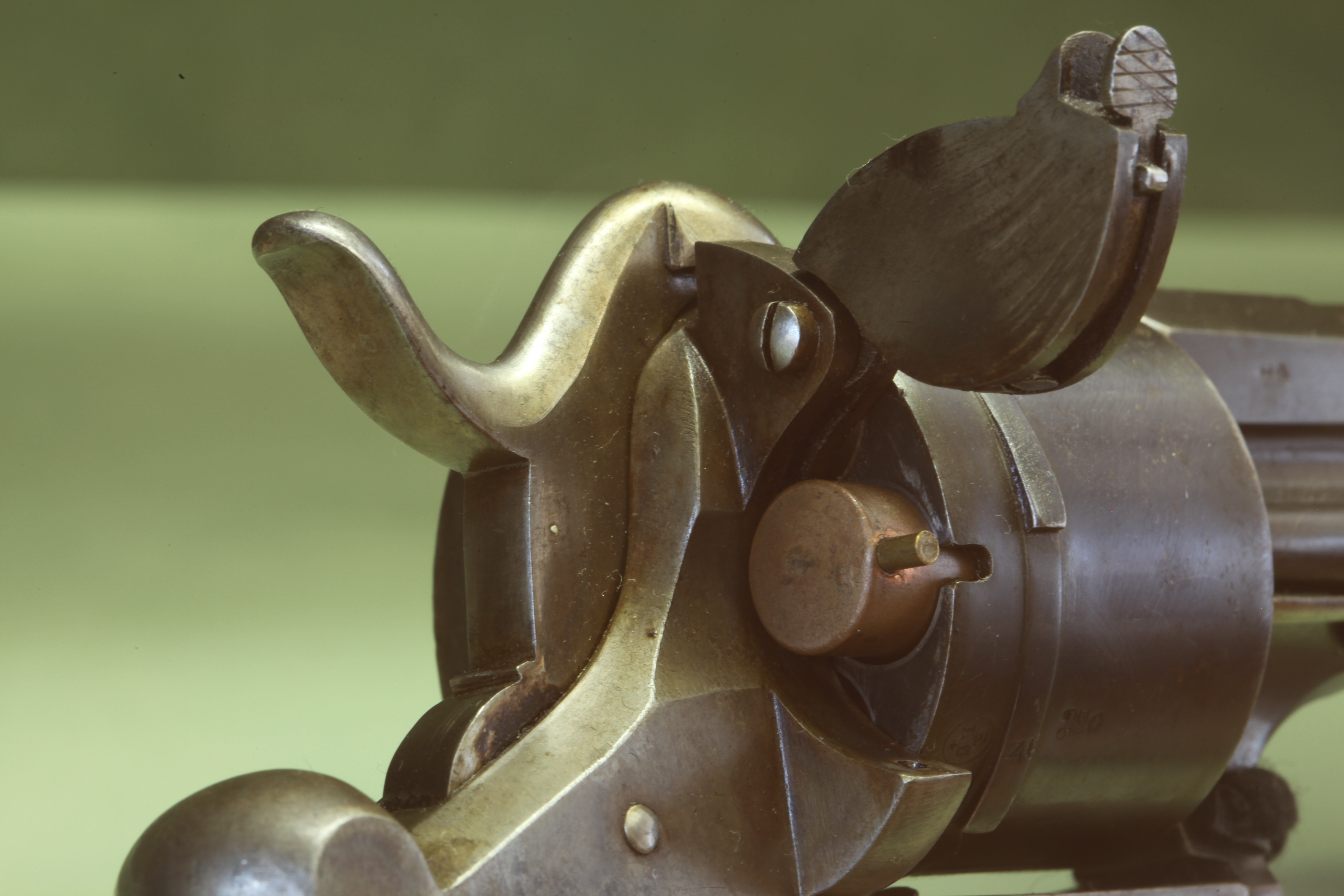
Vista de la portilla de recarga abierta, con el casquillo de un cartucho parcialmente eyectado.

El Lefaucheux era un revólver de acción simple o doble, con tambor de 6 balas y armazón abierto, que se cargaba a través de una portilla de recarga situada en el lado derecho del armazón, por la cual también se eyectaban los casquillos disparados mediante una varilla eyectora que iba paralela al cañón estriado, de forma externa cilíndrica, salvo su parte posterior que era octogonal. El tambor poseía unos salientes que servían para detener su rotación, con los cuales se efectuaba la correcta alineación de la recámara y el ánima.

## Guerra de Secesión

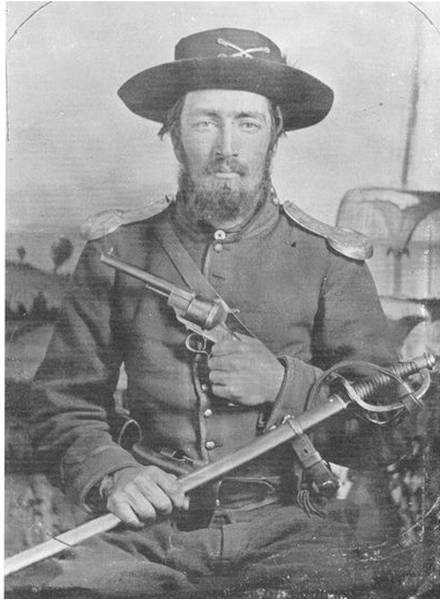
Soldado del Ejército de la Unión con sable y revólver Lefaucheux.

Durante la Guerra de Secesión, ambos bandos emplearon una gran variedad de revólveres, inclusive el Lefaucheux. Las fuerzas federales compraron en 1861 11.833 revólveres Lefaucheux M1854, suministrándolos principalmente a las unidades de caballería en 1862. Sin embargo, estos revólveres de espiga fueron reemplazados más tarde por revólveres Colt y Remington una vez que estuvieron disponibles. Entre las tropas de ambos bandos, este revólver era frecuentemente llamado "Tranter francés".

## Arqueología
En la isla artificial de Dejima, un asentamiento de la Compañía Neerlandesa de las Indias Orientales en Japón, se descubrió un revólver de tipo occidental junto a balas y accesorios. Fueron hallados fuera del muro de la casa del Kapitan, que era el director de la factoría de Dejima.
"El arma tiene una longitud de 31 cm y su calibre es de 13 mm, siendo un revólver del tipo inventado a mediados del siglo XIX por el francés Lefaucheux."
Un revólver Lefaucheux, que se pensaba había sido empleado por el pintor Vincent van Gogh para suicidarse de un disparo en el pecho, fue hallado cerca del lugar del suicidio en un trigal de las afueras de París más de 70 años después.

## Variantes
El Ejército danés utilizó el Lefaucheux-Francotte M1865/97 calibre 11,45 mm, de percusión central.

## Usuarios
- Argentina
- Bélgica
- Brasil
- Dinamarca
- España
- Estados Confederados de América
- Estados Unidos
- Francia
- Italia
- Japón
- Suecia